# Hans Brantzen
Hans Brantzen auch Johannes Brantzen (* 22. Oktober 1912 in Kyllburg; † 18. Oktober 1979 in Mainz) war ein deutscher römisch-katholischer Priester, zudem KZ-Häftling in Dachau von 1941 bis 1945 sowie Seelsorger des Jugendwerks Mainz und Pfarrer an der Kirche St. Johannes Evangelist in Mainz von 1964 bis 1979.

## Leben
Johannes Brantzen empfing am 6. Januar 1938 durch Bischof Albert Stohr das Sakrament der Priesterweihe. Hierauf wirkte er als Kaplan nacheinander an Stellen in St. Stephan (Mainz), in Offenbach-Bürgel und in Heusenstamm. Am 17. September 1941 wurde Kaplan Brantzen wegen seiner Jugendseelsorge verhaftet und am 7. November d. J. in das KZ Dachau eingeliefert (Häftlingsnummer 28.603, Block 26/2). Im Lager erkrankte er an Typhus. Nach der Befreiung aus dem KZ am 28. März 1945 konnte er seinen priesterlichen Dienst fortsetzen, tief von seinen Erfahrungen aus dem Lager geprägt. Die Erfahrungen aus seiner Internierung hielt er lebendig und sprach oft in seinen Sonntagspredigten darüber. 

Ab 1945 folgte eine weitere Zeit als Kaplan und zeitweise Pfarrverwalter an der Kirche St. Ignaz in der Mainzer Altstadt. Danach als Kaplan in St. Marien (Offenbach) sowie in Butzbach, wurde ihm ab März 1950 die Diaspora-Pfarrei Nidda als Pfarrkurat übertragen, wo er unter schwersten Bedingungen den Neubau der dortigen Liebfrauenkirche durchführte, die am 1. Mai 1954 von Bischof Albert konsekriert werden konnte. Brantzen erhielt im November 1954 den Titel "Pfarrer" und blieb bis 1958 in Nidda. Es folgten von 1958 bis 1964 Benefiziatsjahren in Heppenheim, wo er gleichzeitig der dortigen Kolping-Familie als Präses vorstand. Bischof Hermann Volk ernannte Brantzen zum 1. Juni 1964 zum Pfarrer der Pfarrei St. Johannes Evangelist im Mainzer Stadtteil Hartenberg-Münchfeld (heute Pfarrei Don Bosco). Hier wurden durch seine Initiative Pfarrkirche, Pfarrhaus und Kindergarten gebaut. Sein Organisationstalent und seine Fähigkeit Begeisterung zu wecken, halfen dabei. Auch blieb er der Jugendseelsorge als Seelsorger des Jugendwerkes Mainz stets verbunden, war geistlicher Begleiter einer Mainzer Studentenverbindung in der Meielache und prägte das Pfarrfest seiner Pfarrei als ein Kinder- und Jugendfest. Während der Beisetzung eines Pfarreimitgliedes verstarb er im Jahre 1979 und wurde in der Kirche St. Johannes Evangelist am 24. Oktober beigesetzt.

## Ehrungen
In Mainz wurde in den Gonsbach-Terrassen, einer neuen Wohnsiedlung in Mainz-Gonsenheim,
eine Straße nach ihm benannt.